# مستشفى دبي
مستشفى دبي هو مستشفى طبي جراحي عام بسعة 625 سريراً يقع في دبي في الإمارات العربية المتحدة، وهو جزء من دائرة الصحة والخدمات الطبية بدبي.
يقع  مستشفى دبي الحكومي في شارع الخليج، ديرةويبعدعن  مطار دبي الدولي حوالي 15 دقيقة بالسيارة
على الرغم من أن قرار إنشاء مستشفى دبي قد اتُّخذ في عام 1977، إلا أنه بدأ قبول المرضى في مارس 1983.
تم افتتاح المستشفى في مارس 1983 كمستشفى تابع لدائرة الصحة والخدمات الطبية
يتكون المستشفى من 14 طابقًا، والطابقين السفليين للحوادث والطوارئ والعيادات الخارجية، والطوابق العشرة الأوائل للأجنحة.
يصنف المستشفى ضمن قائمة افضل مستشفى حكومي في دبي حيث يراجع المستشفى250,000 مراجع في العام الواحد.

## مراكز المستشفى
يضم مستشفى دبي عدة مراكز أبرزها:
- مركز أمراض الدم والأورام
- مركز طب العيون
- مركز القلب
- مركز أمراض الكلى
- قسم الباطنية
- قسم الجراحة

## تخصّصات المستشفى
يضم مجموعة واسعة من التخصّصات والأقسام التي يزيد عددها عن 66 تخصّصاً، أبرزها:
- علم الأمراض التشريحي
- طب السمع والتوازن
- المساعدة القلبية للرعاية الصحية
- جراحة الصدر والقلب
- طب المناعة السريرية
- طب المناعة السريرية والحساسية
- علم الأمراض الإكلينيكي
- طب العناية المركزة
- طب الطوارئ والعناية المركزة
- المساعدة الصحية في طب طوارئ
- الطب العام والجراحة العامة وأمراض الدم
- المساعدة المخبرية للرعاية الصحية
- المساعدة الطبية للرعاية الصحية
- الأحياء الدقيقة الطبية
- أمراض النساء والولادة
- طب الأطفال الغدد الصماء والجهاز الهضمي وأمراض الدم والجهاز العصبي
- مساعدة الأشعة للرعاية الصحية
- المساعدة الجراحية للرعاية الصحية
- طب الأعماق والعلاج بالأكسجين تحت الضغط